# Fingers (chanson de Zayn)
Singles de Zayn Malik
Too Much
(2018) No Candle No Light
(2018)
Fingers est une chanson du chanteur britannique Zayn Malik, sortie le 18 octobre 2018, apparaissant sur l'album Icarus Falls et publiée sous le label RCA Records. 

## Certifications
| Pays   | Certifications | Unités | Références |
| ------ | -------------- | ------ | ---------- |
| Brésil | Or             | 20 000 | [ 1 ]      |